# Ernst-August Wolf
Ernst-August Wolf (* 31. Dezember 1942 in Grave, Provinz Hannover; † 1. April 2022) war ein deutscher Politiker (SPD). Von 1994 bis 2003 war er Mitglied des Niedersächsischen Landtages.

## Werdegang
Wolf besuchte die Volksschule in Grave und danach die Mittelschule in Bodenwerder. Mit der Mittleren Reife absolvierte er eine Maurerlehre und später die Meisterprüfung. Er war bis zu seiner Wahl in den Landtag 1994 als Maurermeister in Hameln tätig.
Wolf trat 1971 der SPD bei. Von 1976 bis 2001 war er im Rat der Gemeinde Hehlen, deren ehrenamtlicher Bürgermeister er von 1986 bis 2001 war. Außerdem war er im Rat der Samtgemeinde Bodenwerder und Abgeordneter im Kreistag Holzminden, wo er Fraktionsvorsitzender war. Bei den Landtagswahlen 1994 und 1998 wurde Ernst-August Wolf zum Abgeordneten des Wahlkreises Holzminden gewählt. Im Landtag betätigte er sich insbesondere im Ausschuss für Städtebau und Wohnungswesen, dessen Vorsitzender er ab 2001 war, und im Kultusausschuss. Bei der Landtagswahl 2003 verlor Wolf den Wahlkreis an den CDU-Kandidaten Uwe Schünemann, sodass er aus dem Landtag ausschied. Von 2006 bis 2010 war Ernst-August Wolf hauptamtlicher Samtgemeindebürgermeister in Bodenwerder.